# Lucien Bonnet (Dunoir)
Pour les articles homonymes, voir Bonnet et Lucien Bonnet.
Lucien Bonnet, né le 15 mars 1910 à Béziers et mort fusillé le 16 juin 1944 à Saint-Didier-de-Formans avec vingt-neuf autres résistants dont Marc Bloch, est un résistant français, chef régional adjoint d'Albert Chambonnet pour le secteur R1. Le 11 novembre 1943, il participe au défilé d'Oyonnax.

## Biographie

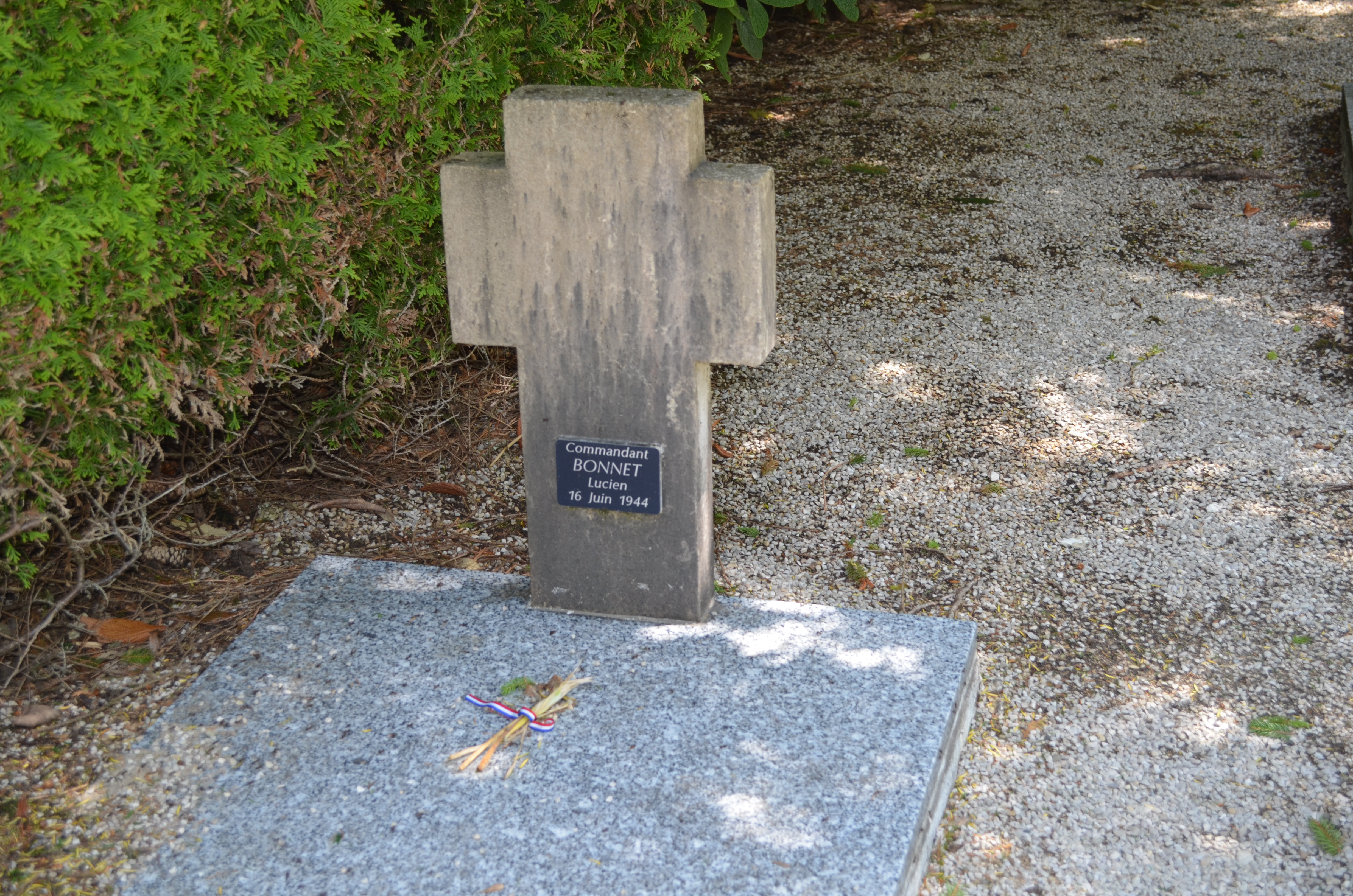
Tombe de Lucien Bonnet au Val d'Enfer.

Gros plan sur le monument des Roussilles érigé sur le lieu de l'exécution de Lucien Bonnet : Bonnet Lucien 34 ans.

Durant son existence, Lucien Bonnet est successivement avocat puis contrôleur des contributions directes à Lyon.
Lucien Bonnet participe, à la tête des maquis de l'Ain, au défilé du 11 novembre 1943 à Oyonnax.
Il est arrêté par la Sicherheitspolizei le 9 mars 1944 et emprisonné à la prison Montluc. Il est fusillé dans le dos le 16 juin 1944 à Saint-Didier-de-Formans avec une trentaine de Résistants dont Marc Bloch.
Il est enterré au Val d'Enfer à Cerdon,.

## Décoration
- Médaille de la Résistance française à titre posthume (décret du 11 mars 1947)